# Centrogenys vaigiensis
Centrogenys vaigiensis (Quoy e Gaimard, 1824) è un pesce osseo marino e d'acqua salmastra, unico appartenente alla famiglia Centrogenyidae.

## Descrizione
L'aspetto di questo pesce è simile a quello dei cirritidi. Una sola pinna dorsale formata in gran parte di raggi spinosi.
La taglia massima nota è di 25 cm ma la taglia media non supera i 9 cm.

## Distribuzione e habitat
Endemico della fascia corallina compresa tra l'Australia settentrionale e le isole Ryūkyū. Vive in acque basse su fondi duri, scogliosi o ciottolosi, raramente anche in acque salmastre.

## Biologia
Diurno.

### Alimentazione
Predatore. Preda pesci e crostacei.

## Acquariofilia
Raramente presente negli acquari marini.

## Tassonomia
La tassonomia di questa specie e della famiglia Centrogenyidae è poco nota e le sue affinità non chiare.